# دونالد پیپر
دونالد پیپر (انگلیسی: Donald Piper; ۵ مارس ۱۹۱۱ – ۲۵ مارس ۱۹۶۳) بازیکن بسکتبال اهل ایالات متحده آمریکا بود.